# Ludwig Paischer
Ludwig Paischer (Oberndorf bei Salzburg, 28 novembre 1981) è un judoka austriaco.
È stato per due volte campione europeo nella categoria fino a 60 kg; alle Olimpiadi del 2008 è arrivato secondo nella sua categoria, dietro al sud coreano Choi Min-Ho.

## Palmarès
- Giochi olimpici estivi

2008 - Pechino: argento nei 60 kg.
- Campionato mondiale di judo

2005 - Il Cairo: argento nei 60 kg.
2007 - Rio de Janeiro: bronzo nei 60 kg.
- Campionati europei di judo

2003 - Düsseldorf: bronzo nei 60 kg.
2004 - Bucarest: oro nei 60 kg.
2005 - Rotterdam: argento nei 60 kg.
2006 - Tampere: bronzo nei 60 kg.
2008 - Lisbona: oro nei 60 kg.
2009 - Tbilisi: bronzo nei 60 kg.
2010 - Vienna: argento nei 60 kg.